# Großsteingräber bei Rothemühl
Die Großsteingräber bei Rothemühl waren vermutlich zwei megalithische Grabanlagen der jungsteinzeitlichen Trichterbecherkultur bei Rothemühl im Landkreis Vorpommern-Greifswald (Mecklenburg-Vorpommern). Sie wurden im 19. Jahrhundert zur Gewinnung von Baumaterial zerstört.

## Lage
Beide Gräber befanden sich in einem ausgedehnten Waldgebiet, das Rothemühl auf drei Seiten umgibt. Grab 1 lag südlich des Orts und nördlich der Försterei Nettelgrund auf einem kleinen Bergrücken. Grab 2 befand sich östlich von Rothemühl und etwa 2 km nordöstlich von Grab 1. Es lag auf dem Taubenberg, der höchsten Erhebung des Waldes, südlich des höchsten Punktes auf einer Terrasse. In dem Waldgebiet liegen außerdem mehrere erhaltene Grabhügel. Weiterhin wurden hier zahlreiche Fels- und Feuerstein-Geräte gefunden.

## Beschreibung

### Grab 1
Nach einem Bericht von 1832 war das Grab zu dieser Zeit bereits stark beschädigt. Es war von Norden nach Osten(?) orientiert. Die Steine waren zum größten Teil bereits entfernt oder verschoben worden, so dass sich das ursprüngliche Aussehen der Anlage nicht mehr rekonstruieren ließ. Über Bestattungsreste ist nichts bekannt. An Grabbeigaben wurde ein Keramikgefäß („Urne“) gefunden, sein Verbleib ist unbekannt.

### Grab 2
Von Grab 2 waren 1832 nur noch zwei aufgerichtete und parallel zueinander stehende Wandsteine erhalten. Sie waren ost-westlich orientiert, etwa 4 Fuß (ca. 1,15 m) lang und ragten etwa 3,5 Fuß (ca. 1 m) aus der Erde. Über Funde von Bestattungsresten oder Beigaben ist nichts bekannt.

## Weblink
- KLEKs online: Grab 1, Grab 2